# Партия устойчивого развития нации (Тонга)
Партия устойчивого развития нации (тонг. Paati Langafonua Tuʻuloa) — бывшая политическая партия в Королевстве Тонга. Партия была создана в Окленде, Новая Зеландия 4 августа 2007 года.

## Президент партии
Президентом партии являлся Сионе Фонуа, юрист из Окленда, который планировал переехать в Тонга к выборам 2008 года. Сам он заявил, что не является ни левым ни правым, но поддерживает политические реформы и защиту окружающей среды.

## Участие в выборах
На выборах 2008 года партия набрала 3,58 % и не получила ни одного места в парламенте, несмотря на то, что партия старалась выдвинуть кандидатов во всех девяти округах, в том числе баллотировался и Сионе Фонуа.
Следующие выборы 2010 года оказались ещё менее успешными, так как на них партия набрала 1,35 %, снова не получив представителя в Законодательном собрании, несмотря на выдвижение пяти кандидатов. После поражения глава партии сообщил о том, что организация ищет новых членов и квалифицированных кандидатов, также Сионе Фонуа видел партию как главную оппозиционную курсу Демократической партии Дружественных островов. Ещё раз была озвучена программа партии, но на этот раз к предыдущим целям добавились: развитие экономики, местного самоуправления и образования в стране.
Позже активность партии пошла на спад, организация не участвовала в выборах в 2014 и 2017 годах.

## Роспуск партии
В 2017 году партия была распущена.